# Josef Brunhart (Polizist)
Josef Brunhart (* 14. August 1905 in Balzers; † 14. Mai 1984 in Vaduz) war ein Liechtensteiner Polizist und der Polizeichef des Fürstlich Liechtensteinischen Sicherheitskorps.

## Leben
Josef Brunhart, im Gasthof Engel in Balzers als Sohn des Engel-Wirtes Andreas Brunhart und dessen Frau Aloisia (geborene Lampert) geboren, wuchs zusammen mit neun Geschwistern auf. Er war Bürger der Gemeinde Balzers. Nachdem er die Realschule in Vaduz besuchte, absolvierte er eine Polizeiausbildung an der österreichischen Gendarmerieschule Bregenz. Ab April 1933 wurde er als einer von sieben Polizisten in dem neu gegründeten Sicherheitskorps tätig. Im Herbst desselben Jahres wurde er dessen erster Leiter. 1966 erfolgte seine vorzeitige krankheitsbedingte Pensionierung. Während seiner über 30-jährigen polizeilichen Karriere war er wesentlich am Aufbau des liechtensteinischen Sicherheitskorps beteiligt.
1934 heiratete er Hildegard Hilti. Aus der Ehe gingen sechs Kinder hervor. 1959 wurde ihm das Goldene Verdienstzeichen der Republik Österreich verliehen.